# Oszter Sándor
Oszter Sándor (Győr, 1948. szeptember 2. – Balatonrendes, 2021. október 29.) Kossuth- és Jászai Mari-díjas magyar színész, vállalkozó, a Parádsasvári Üveggyár egykori tulajdonosa.

## Családja
Apai ágon (Oszter Sándor) gazdag molnárcsalád sarja. Édesapja üzletét 1949-ben államosították. Édesanyja Bellavári Éva. Felesége Failoni Donatella zongoraművész, az Olasz Köztársaság Lovagrendjének birtokosa. Lánya Oszter Alexandra (1980) színésznő.

## Életpályája

### Tanulmányai
Két hónapos korában súlyos, életveszélyes tüdőgyulladást kapott. Gimnáziumi tanulmányai alatt a humán tantárgyakat szerette: történelmet, földrajzot, képzőművészetet. Sok irodalmi versenyt nyert. Utolsó gimnáziumi évében történelemből egy pályázatra írt műve bekerült a legjobbak közé, ezért felvételi nélkül automatikusan felvették a bölcsészkarra, de beadta jelentkezését a Színház- és Filmművészeti Főiskolára is, oda is felvették. 1969-ben az Agitátorok című filmben szerepelt először a mozivásznon. A Színház- és Filmművészeti Főiskolát 1971-ben végezte el.

### Színészi pályája
A Rózsa Sándor című filmben nyújtott alakítása tette országosan ismertté. 1971-ben a Vígszínházba szerződött 1976-ig. 1976–1978 között szabadfoglalkozású volt. 1978–1989 között a Nemzeti Színházban játszott. 1989–1992 között ismét szabadfoglalkozású színművész volt. 1992-től ismét a Nemzeti Színház művésze. 2008-ban a Békéscsabai Jókai Színház színésze.

## Halála
73 éves korában, 2021. október 29-én, szívinfarktusban hunyt el Balatonrendesen. 2021. december 11-én kísérték utolsó útjára a Farkasréti temetőben, ahol búcsúbeszédet mondott többek között Bodrogi Gyula pályatárs és Fekete Péter államtitkár is.

## Színházi szerepei
- Ránki György: Egy szerelem három éjszakája....Légós
- Bródy Sándor: A medikus....Rubin
- William Shakespeare: Othello, a velencei mór....Othello
- García Lorca: Donna Rosita avagy Virágnyelv....Unokafivér
- Tersánszky Józsi Jenő: Viszontlátásra, drága....Nikoláj
- Gyurkovics Tibor: Nagyvizit....F. Tóth
- Csehov: Három nővér....Szaljonij
- Petőfi Sándor: Az apostol....
- Presser Gábor: Képzelt riport egy amerikai popfesztiválról....René
- Eörsi István: Széchenyi és az árnyak....Béla
- Csehov: Cseresznyéskert....Jasa
- William Shakespeare: Antonius és Cleopatra....Octavius Caesar
- Carlo Goldoni: Nyaralni mindenáron....Giuliano
- G. B. Shaw: Szent Johanna....Dunois
- Móricz Zsigmond: Nem élhetek muzsikaszó nélkül....Balázs
- Devecseri Gábor: A meztelen istennő....
- Illyés Gyula: Különc....Tisza Kálmán
- Ibsen: A nép ellensége....Hovstad
- Georg Büchner: Danton halála....Saint-Just
- Illyés Gyula: Dániel az övéi közt, avagy A mi erős várunk....Dániel
- William Shakespeare: Troilus és Cressida....Diomenes
- William Shakespeare: IV. Henrik - első rész....Percy
- Anouilh: Becket, vagy Isten becsülete....A Király
- Páskándi Géza: Az ígéret ostroma, avagy félhold és telihold....Zaim
- Molnár Ferenc: Olympia....Kovács
- Páskándi Géza: Isten csalétkei - II. Rákóczi Ferenc....II. Rákóczi Ferenc
- Shaffer: Gyilkos....Norman Bartholomew
- Babits Mihály: Laodameia....Hirnök
- Karinthy Ferenc: Gellérthegyi álmok....Fiú
- Nemeskürty István: Hantjával ez takar....Kiss János
- Páskándi Géza: A szélmalom lakói....Csenge Béla
- Tolcsvay László: Szép magyar komédia....Credulus
- Szakonyi Károly: Kardok, kalodák....Bezerédi Imre kuruc brigadéros
- Rose: Tizenkét dühös ember....4. esküdt
- Euripidész: Trójai nők....Talthybiosz
- Háy Gyula: Attila éjszakái....Attila
- Madách Imre: Mózes....Káleb
- Eliot: Koktél hatkor....Edward Chamberlayne
- Németh László: Galilei....Niccolini
- Csurka István: Megmaradni....I. zenész
- Pownall: Mesterkurzus....Sztálin
- Göncz Árpád: Kő a kövön....Férfi
- Geyer: Gyertyafénykeringő....Rőmer báró
- Göncz Árpád: Mérleg....A férfi
- Victor Hugo: A királyasszony lovagja....Don Salluste de Bazan
- Göncz Árpád: Rácsok....Elnök
- Szántó-Szécsén: Paprikás csirke....Forgács Jenő
- Brandon Thomas: Charley nénje....Stephen Spittigue[9]
- Molnár Ferenc: Játék a kastélyban....Turai
- Heltai Jenő: A tündérlaki lányok....Lajos
- William Somerset Maugham: Dzsungel....Bronson
- Nóti Károly: Szeressük egymást....Dr. Bíró ügyvéd
- Manfredi–Marino: Könnyű erkölcsök....Gargiulo hangja
- Albee: Nem félünk a farkastól....George
- Ibsen: A vadkacsa....Werle
- Herman: Hello, Dolly!....Horace Vandergelder

## Filmjei
| - Agitátorok (1969) - Kitörés (1971) – Fonyód Laci - Meztelen vagy (1971) - Egy srác fehér lovon (1973) - Hajdúk (1974) - Kopjások (1975) - 80 huszár (1978) - Nem élhetek muzsikaszó nélkül (1979) - Az erőd (1979) – Gregor őrnagy - Hordubal (1980) - Cserepek (1980) - Örökség (1980) - Jób lázadása (1983) – Árvaház igazgatója - Napló gyermekeimnek (1984) - Vadon (1988) - Argo (2004) – Tejesember - Argo 2. (2015) – Tejesember - A Viszkis (2017) | - Rózsa Sándor 1-12. (1971) – Rózsa Sándor - Az ozorai példa (1973) - Irgalom 1-3. (1973) - Ida regénye (1974) - Tornyot választok (1975) - Hogyan viseljük el szerelmi bánatunkat? (1975) - Lili bárónő (1975) - Rosemundi Flóris (1975) - A lőcsei fehér asszony (1976) - A tanítvány (1977) - Doktor Senki (1977) - A cárné összeesküvése (1977) - Napforduló (1977) - A csillagszemű 1-2. (1978) - Az elefánt (1978) - Bűnügy, lélekelemzéssel (1978) - Téli rege (1979) - A Mi Ügyünk, avagy az utolsó hazai maffia hiteles története (1980) – Mr. X - Gyilkosság a 31. emeleten (1981) - Nagyvizit (1981) - Mese az ágrólszakadt igricről (1981) - A nagy Romulus (1982) - Mint oldott kéve 1-7. (1983) - Kispolgárok (1985) - Szakonyi Károly: Kardok, kalodák (1986) - Földi kacaj (1986) - Tánya (1986) - Ítéletidő (1987) - Gyere hozzám feleségül (1987) - A komáromi fiú (1987) - Kölcsey (1989) - Pénzt, de sokat! (1991) - In memoriam Gyöngyössy Imre (1996) - A templom egere (1998) - Barátok közt (2000), (2002) - A titkos háború (2001) - Négyes pálya (2003) - A galamb papné (2013) - A fekete bojtár (2015) |

## Díjai, elismerései
- A San Remó-i fesztivál legjobb férfi alakítás díja (1972)
- Rajz János-díj (1979, 1982)
- Jászai Mari-díj (1983)
- Farkas–Ratkó-díj (1984)
- Érdemes művész (1988)
- A Magyar Köztársasági Érdemrend tisztikeresztje (2001)
- Kondoros díszpolgára (2010)
- Kossuth-díj (2013)[10]

## Szinkronszerepei
- A nagy zabálás: Michel – Michel Piccoli
- A vadon szava: Black Burton – George Eastman
- Dinasztia: Dr. Nick Toscanni – James Farentino
- Winnetou 1. (1. szinkron): Frederick Santer – Mario Adorf
- Schimanski felügyelő – Fogat fogért (MTV által készített szinkronverzió): Horst Schimanski felügyelő – Götz George
- Nevem: Senki (Mokép által készített szinkronverzió): Senki – Terence Hill
- Pokoli torony: Michael O'Hallorhan, tűzoltóparancsnok – Steve McQueen
- A három testőr, avagy a királyné gyémántjai: Buckingham herceg – Simon Ward
- A négy testőr, avagy a Milady bosszúja: Buckingham herceg – Simon Ward
- Hátulgombolós hekus: Nick McKenna nyomozó – Burt Reynolds
- Neveletlenek: Winters hadnagy – David Robb
- Újra szól a hatlövetű: Dr. John `Doc` Holliday – Kirk Douglas
- Willow: Madmartigan – Val Kilmer

## Cd-k, hangoskönyvek
- A brémai muzsikusok és más Grimm mesék